# Либерийско-турецкие отношения
Либерийско-турецкие отношения — двусторонние отношения между Либерией и Турцией. Посол Турции в Гане имеет аккредитацию в Либерии с 2013 года Посольство Либерии в Брюсселе также имеет аккредитацию в Турции. Турция откроет посольство в столице Либерии Монровии «как можно скорее».

## Дипломатические отношения
Турция и Либерия имеют тесные отношения из-за тесных отношений обеих стран с США. Американское колонизационное общество изначально создало Либерию как страну, в которую могли бы поехать освобождённые рабы США, поэтому США до сих пор политически и экономически её поддерживают. Турция отказалась поддержать Либерию во время правления Доу и Тейлора, и в результате двух гражданских войн погибло более 200 тысяч человек. После избрания президентом Элен Джонсон-Серлиф, прошедшей обучение в Гарвардском университете, двусторонние отношения значительно улучшились.
В сотрудничестве с Всемирным банком, Международным валютным фондом и Африканским банком развития, Турция собрала деньги для погашения внешнего долга Либерии в размере 3,4 млрд долларов США и предоставила 75 млн долларов США на реконструкцию и восстановление страны после двух гражданских войн.

## Экономические отношения
- Объём торговли между двумя странами в 2019 году составил 191,9 млн долларов США[1]